# 李憕
李憕（？—755年），并州文水县（今山西省吕梁市文水县）人，祖籍陇西郡狄道县（今甘肃省定西市临洮县），出自陇西李氏敦煌房，凉武昭王李暠十一世孙，神龙年间右台监察御史李希倩的儿子，安史之乱死节忠臣。

## 生平
李憕早年很聪明敏达，由明经入官，开元初年担任咸阳县县尉，当时张说从紫微令、燕国公外任相州刺史、河北按察使，有个叫刘行的擅长相面，张说问他说：“官员中以后谁会显贵通达？”刘行称赞李憕和永和县尉郑岩，张说于是就把女儿嫁给郑岩，妹夫阴行真的女儿嫁给李憕。等到张说出任并州长史、天兵军大使，将李憕招纳在幕府之中。开元九年（721年），张说回朝担任宰相，李憕又担任长安县尉。当时宇文融担任御史，检查全国的田地户口，上奏推荐知名人士崔希逸、咸廙业、宇文顺、孺卿、李宙、李憕为判官，代理监察御史，分路检查，因为考察合格一起升任监察御史。李憕后历任兵部郎中、吏部郎中、给事中，他有做官的才干，通晓文案，很有称职的名声。
开元二十八年（740年），李憕担任河南少尹，当时萧炅为河南尹，依仗权贵，处理政事多有不法之举，李憕以公正耿直来纠正他，得到众人的信赖。又有道士孙甑生以旁门左道谋求钱财，假托修炼功德，来往于嵩山，求请钱财无度，李憕每次都拒绝他。萧炅和孙甑生憎恨李憕，向朝廷诬陷他。天宝初年，李憕因此被外调为清河郡太守，天宝十一载（752年），数次升迁至河东郡太守、本道采访，到唐玄宗的行在拜见，改任尚书右丞、京兆尹。
天宝十四载（755年），李憕转任光禄卿、东京留守，判尚书省事。十一月，安禄山在范阳造反，人心震惧。唐玄宗派遣安西节度使封常清兼任御史大夫为主将，在东京招募人马抵御叛军。李憕与留台御史中丞卢奕、河南尹达奚珣安抚将士，修整城池，阻止叛军进犯。朝廷升李憕为礼部尚书，仍然和以前一样担任东京留守。叛军从范阳出发，到渡过黄河，号令严明，唐朝中央的侦查无法探查。叛军渡过黄河后，攻克陈留郡和荥阳郡，杀死张介然、崔无诐，几天之内就攻到东京。李憕、卢奕和采访使判官蒋清烧断河阳桥，安禄山大怒，围攻东京。安禄山统领的叛军，都是外族和汉族的精兵，久经训练，而封常清的部下大多是市井平民，开始时都不懂战事。双方交战后，封常清的部队被叛军铁骑冲击，箭如雨下，都心魂恐惧神色沮丧，看到叛军就四处逃散了。李憕收拢残兵数百人，聚集折断的弓弦和箭矢坚守，可是部下不足以战斗。李憕对卢奕说：“我辈身负国家重托，立誓不能逃避死亡，虽然力不能敌，仍然要忠于职守！”卢奕也许愿坚守本司。残兵都在夜间沿着绳索离开城市，离弃李憕溃散而去。李憕独自坐在东京留守官府中，卢奕独自守在御史台里。封常清向西撤退时，安禄山率领自己的部众，击鼓大呼，进入东京，杀掠数千人，箭头射到宫门上，然后居住在闲置的马棚中，命人去捉拿并杀害了李憕、卢奕和蒋清三人，用以威慑众人。安禄山派段子光将李憕、卢奕、蒋清的人头送到河北，以震慑河北。段子光走了一夜，到达平原郡，平原郡太守颜真卿把段子光处以腰斩，将李憕他们的人头洗浴后收敛在木匣中，用蒲草做成身体与头颅续接，哭祭后将三人埋葬了，又把事情上报给朝廷。唐玄宗追赠李憕为司徒，谥号忠懿；追赠卢奕为兵部尚书，追赠崔无诐为工部尚书；追赠蒋清为吏部郎中。安史之乱平定后，再追赠李憕为太尉，还给他的一个儿子五品官。
李憕通晓《左传》，产业丰盛，在伊川拥有不少肥沃的土地，上好的水田和旱地，都种上修长的竹子和繁茂的树木，从城下到阙口，别墅遥遥相望，与吏部侍郎李彭年都有收购土地的癖好。李憕有十二个儿子，两人出家为僧，与李憕一起遇害，诸子中只有李彭、李深、李沆、李澥、李渭、李汶存活。

## 家族

### 八世祖
- 李茂，北魏光禄大夫、敦煌恭侯[1]

### 父母
- 李希倩，唐朝右台监察御史、朝散大夫、仙州叶县令[3]
- 河南元氏[3]

### 夫人
- 武威阴氏，阴行真之女[3]

### 子孙
- 李江，长子，与父亲在洛阳一起遇害[14]
- 李源
- 李涵，第三子，与父亲在洛阳一起遇害[14]
- 李沨，华阴丞，与父亲在洛阳一起遇害[14]
- 李瀛，左骁卫兵曹，与父亲在洛阳一起遇害[14]
- 李彭，右补阙，赠给事中[14]
  - 李宏，河南府兵曹参军，赠太师、太傅
    - 李景穆，河南县尉
    - 李景让，太子太保，赠太师
      - 李氏，嫁卢重

    - 李景温，工部侍郎
    - 李景庄，左谏议大夫
      - 李氏，嫁裴谣
- 李深，汝州刺史[14]
- 李沆，硖石丞[14]
- 李澥，洪州别驾[14]
- 李渭，洛阳尉、资州刺史[4][14]
  - 李某
    - 李次方，河南府士曹参军

  - 李宁
- 李汶，司农主簿[14]

## 诗文
李憕现存诗歌三首，收录于《全唐诗·卷一百一十五》
|                            | 落日弥纶地，公才画省郎。词惊起草笔，坐引护衣香。 双阙天河近，千门夕漏长。遥知台上宿，不独有文强。 |
| ——《和户部杨员外伯成寓直》 |                                                                                                   |

|                          | 感梦通玄化，覃恩降紫宸。赐钱开汉府，分帛醉尧人。 地隔朝宗庆，亭临卜洛新。行看广云雨，二月次东巡。 |
| ——《同望幸新亭赐钱公宴》 |                                                                                                   |

|                                                      | 别馆春还淑气催，三宫路转凤凰台。云飞北阙轻阴散， 雨歇南山积翠来。御柳遥随天仗发，林花不待晓风开。 已知圣泽深无限，更喜年芳入睿才。 |
| ——《奉和圣制从蓬莱向兴庆阁道中留春雨中春望之作应制》 | |

## 延伸阅读
[在维基数据编辑]
 在维基文库阅读此作者作品
 《舊唐書·卷187下》，出自刘昫《舊唐書》